# Северен грисбок
Северен грисбок още грисбок на Шарпе (Raphicerus sharpei) е вид бозайник от семейство Кухороги (Bovidae).

## Разпространение
Видът е разпространен в Ботсвана, Демократична република Конго, Замбия, Зимбабве, Малави, Мозамбик, Намибия, Свазиленд, Танзания и Южна Африка.